# Atesamento
Atesar ou entesar é  em náutica o termo empregue para exprimir a ideia de se ter esticado o necessário uma adriça, como a da vela de estai, que precisa de uma tensão determinada - e não forçosamente a máximo possível   -  para dar o melhor rendimento.
Todas as velas têm uma tensão ideal relativa a uma dada condição de vento ou rota pelo que a equipagem está constantemente a regular as escotas mas muito raramente  as adriças, pelo que se deve prestar muito atenção quando se prepara um barco. A única altura em que se toca na regulação da adriça da vela grande, quando já se está a navegar, é num caso de mudança brusca de intensidade do vento e é necessário rizar a  VG para diminuir assim a superfície vélica.